# Slovac
Slovac (Servisch cyrillisch: Словац) is een plaats in de Servische gemeente Lajkovac. De plaats telt 307 inwoners (2002).

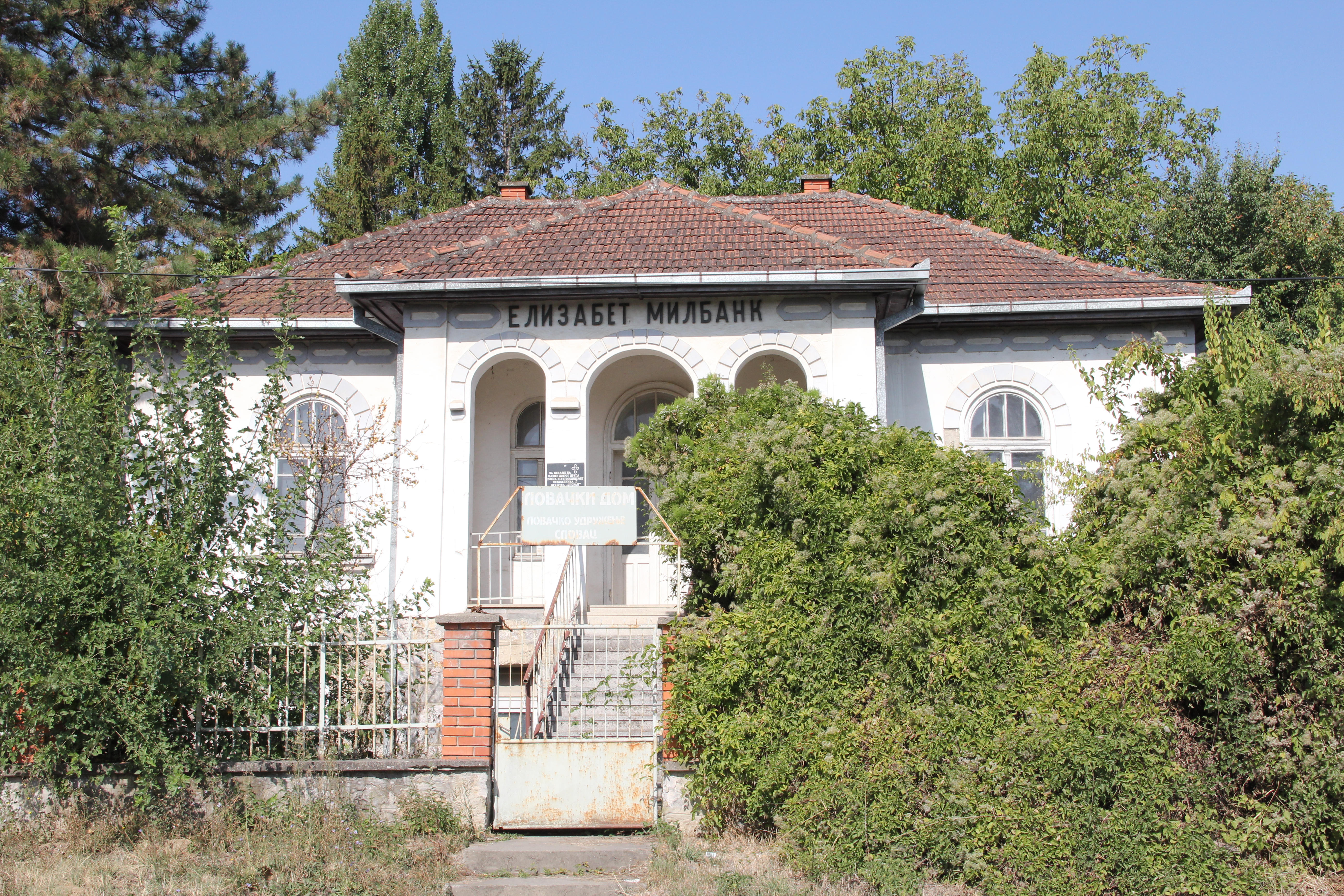
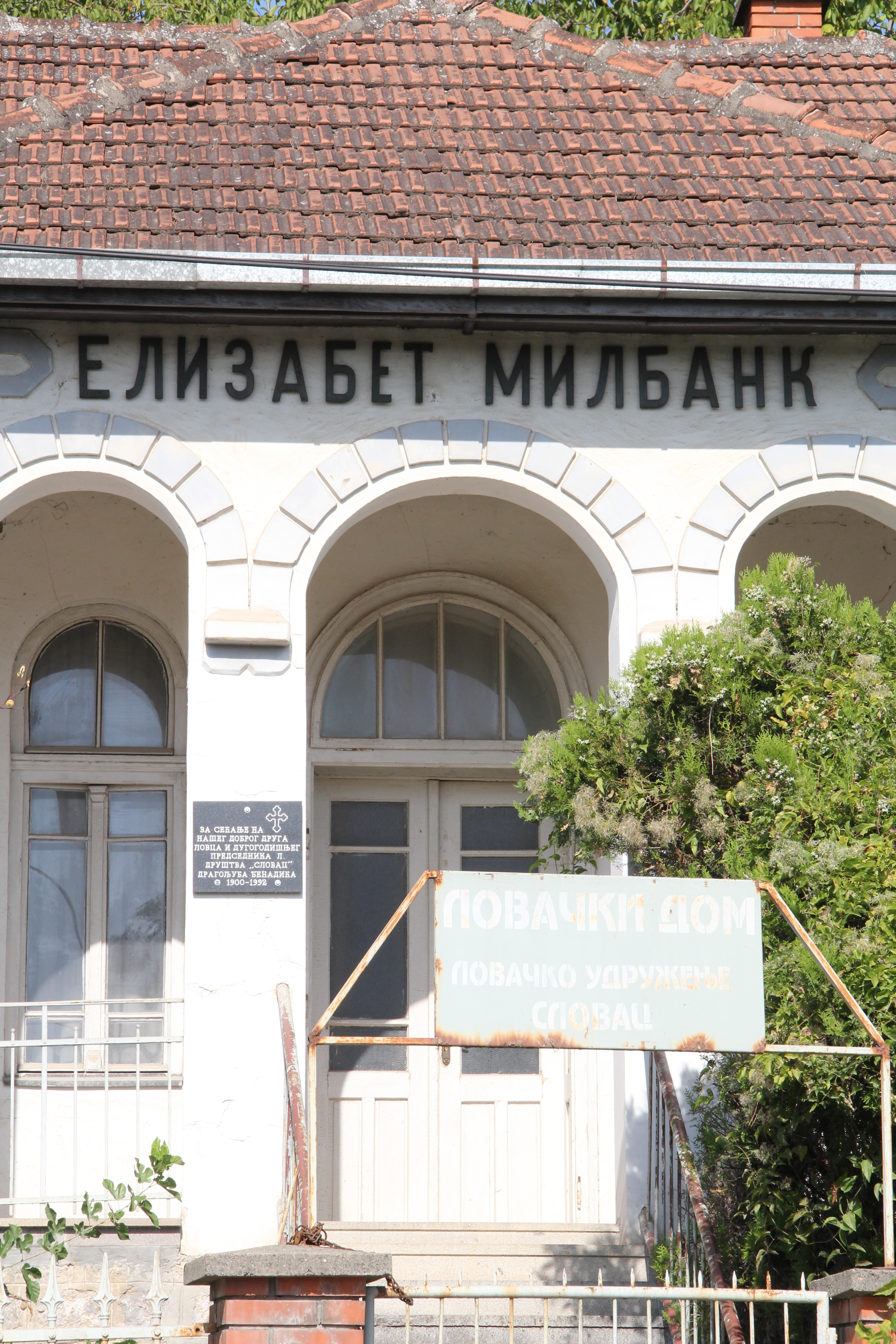
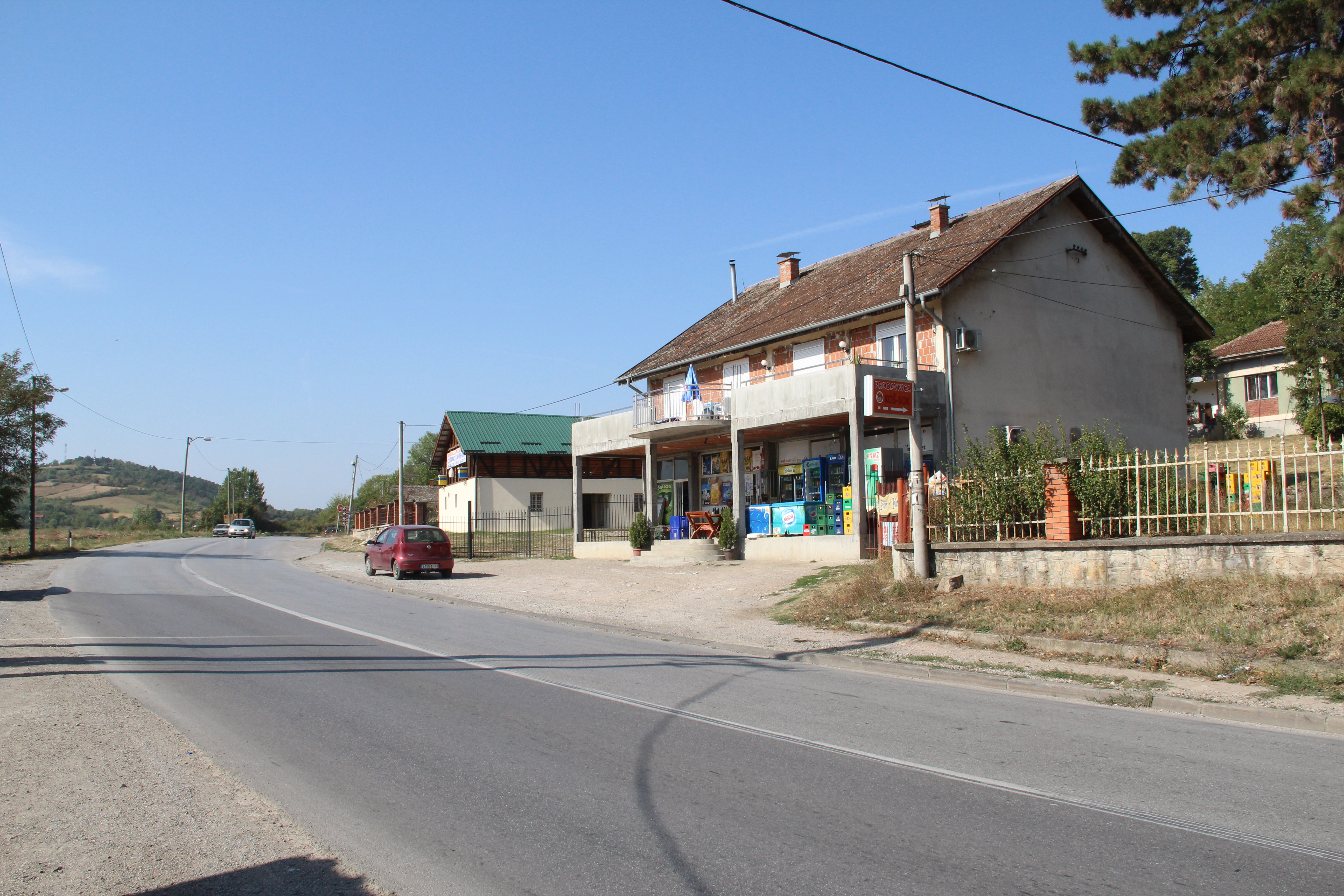
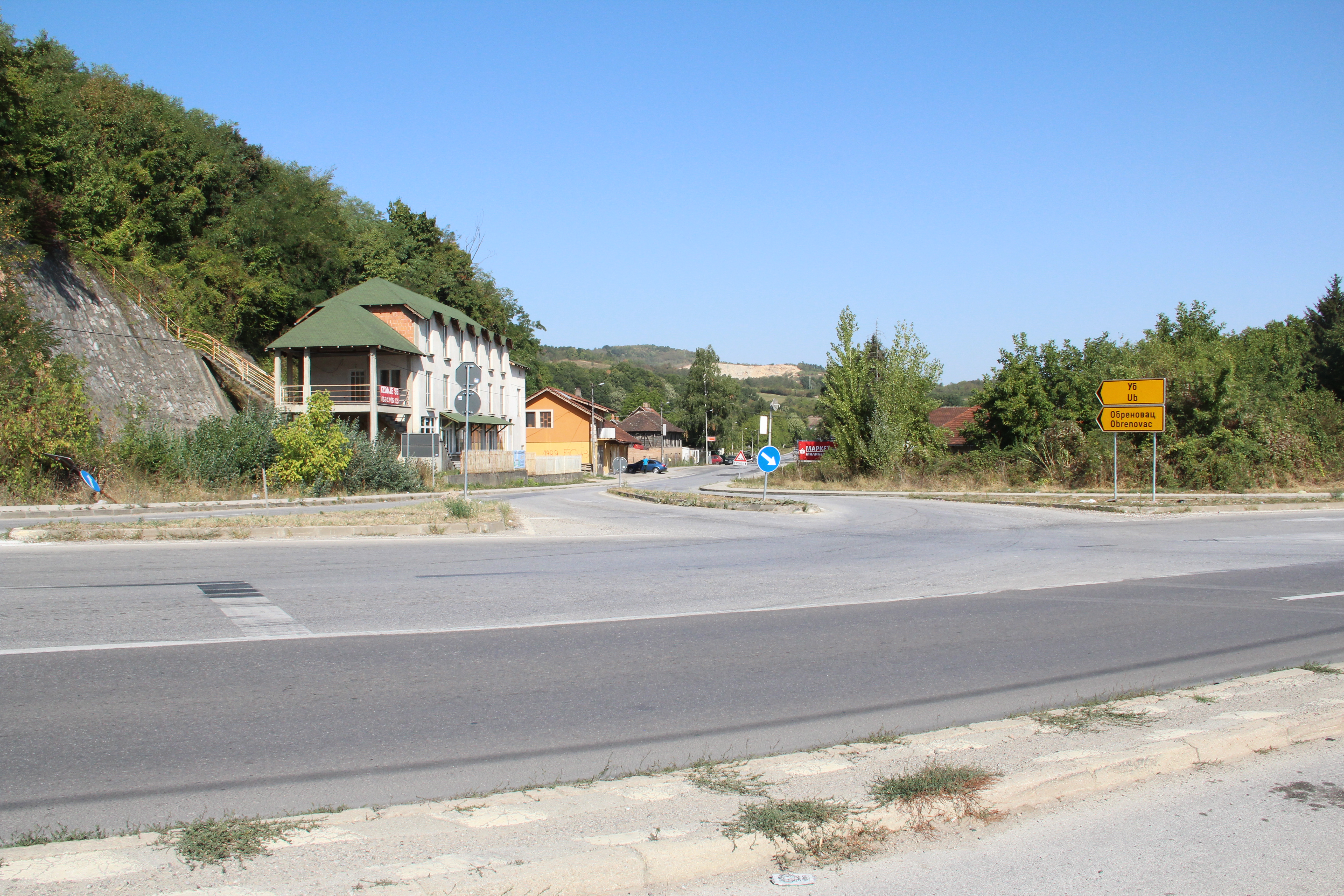
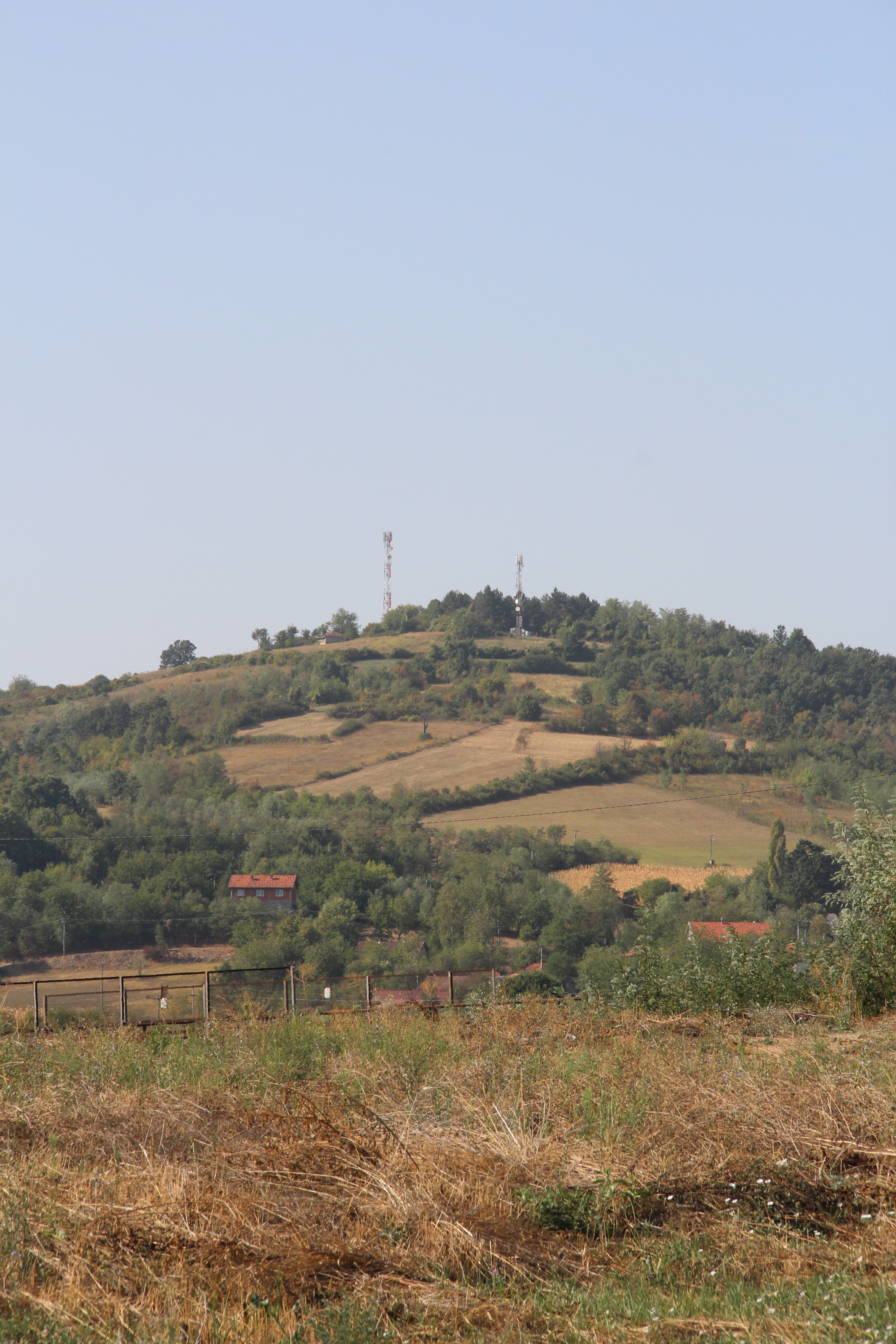
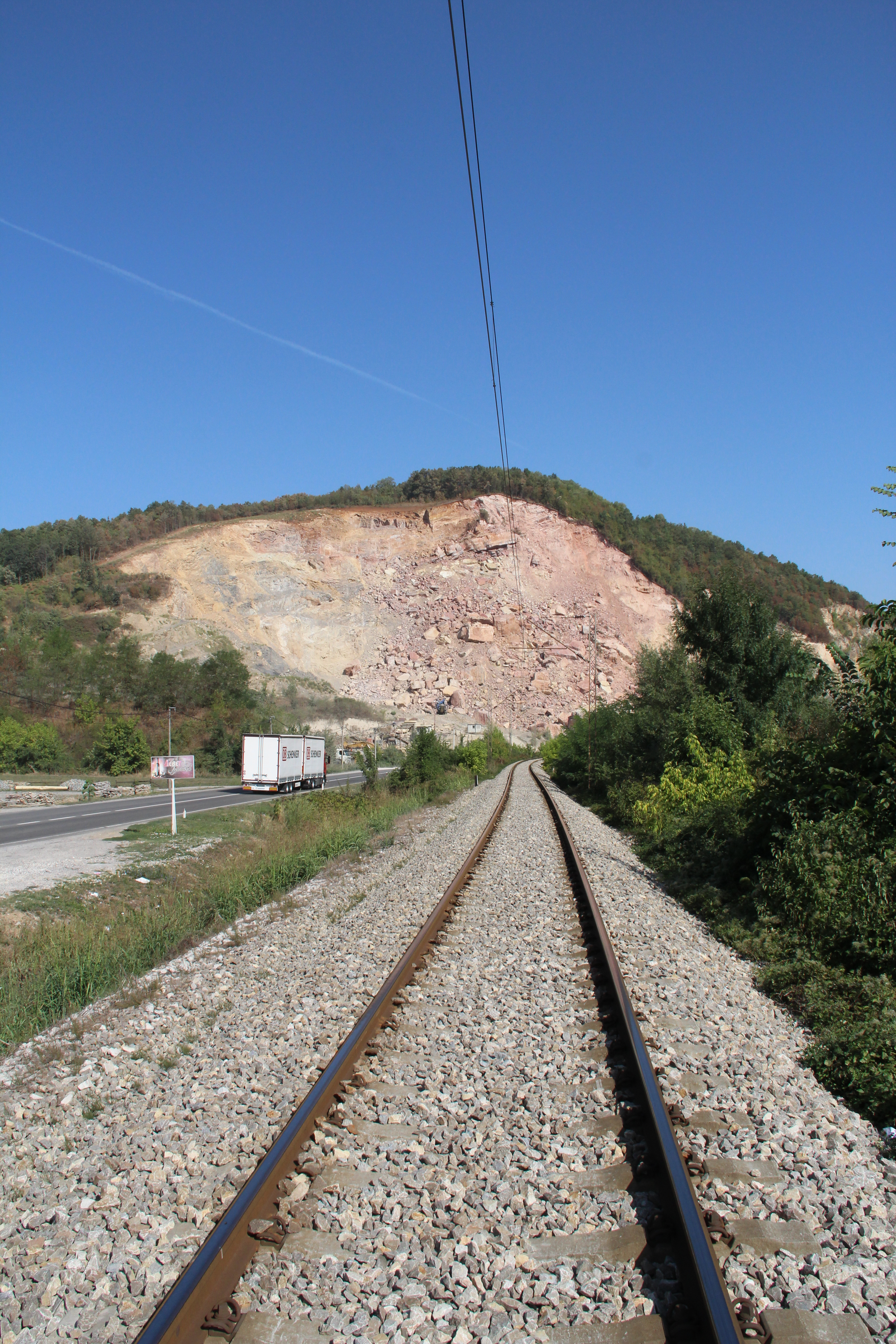
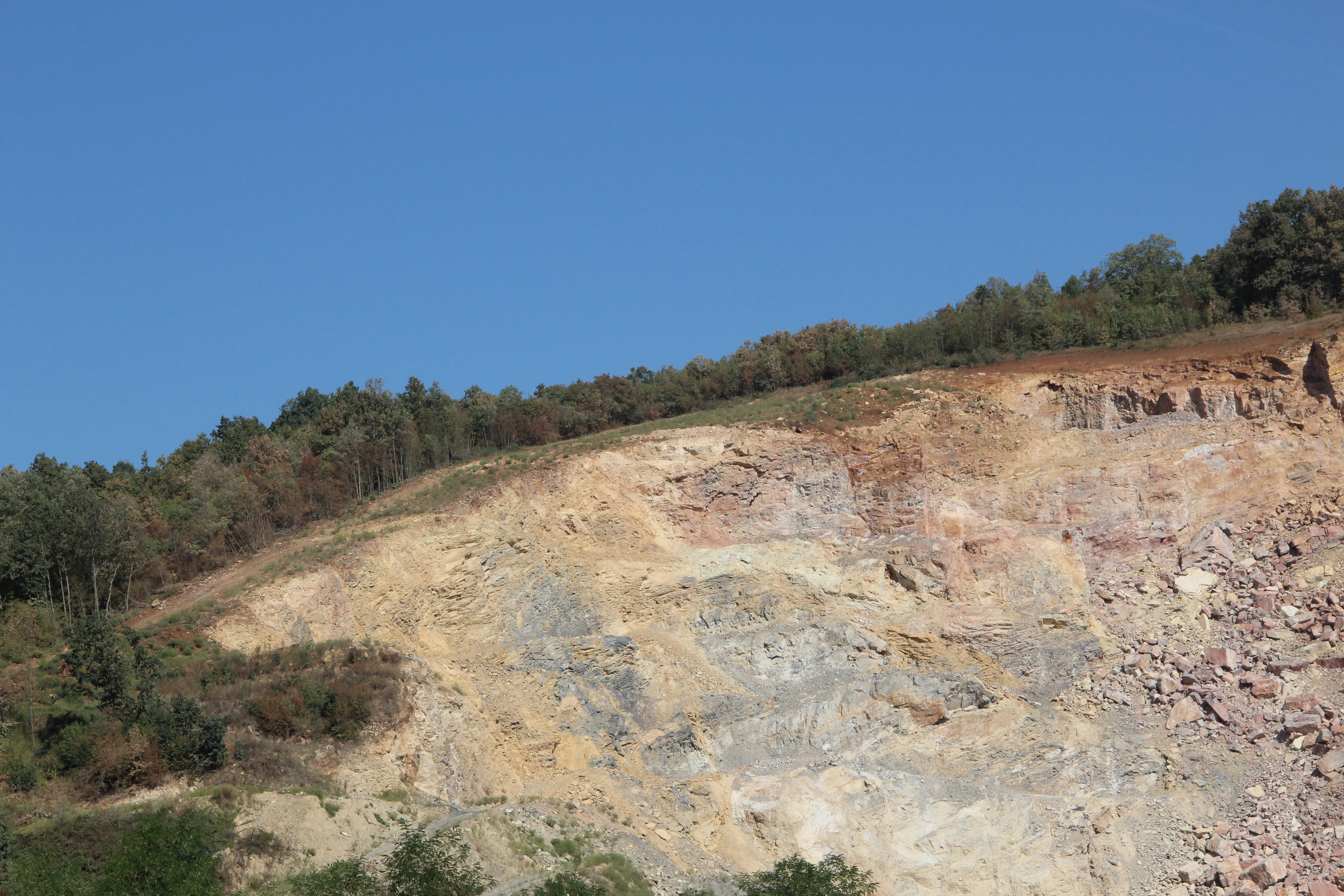